# ژپینک (استان اشوی‌داشکسیه)
ژپینک (به لهستانی: Rzepinek) یک منطقهٔ مسکونی در لهستان است که در گمینا پاوووو واقع شده‌است. ژپینک ۱۵۰ نفر جمعیت دارد.